# Idiochlora mystica
Idiochlora mystica là một loài bướm đêm trong họ Geometridae.